# Гражданска война (филм)
„Гражданска война“ (на английски: Civil War) е американски дистопичен филм от 2024 година на режисьора Алекс Гарланд.
Филмът проследява група журналисти, пътуващи из САЩ по време на избухнала гражданска война.

## Сюжет
В САЩ е избухнала граждаснка война между авторитарното правителство и три отделни фракции от отцепили се щати. Президентът, който е на власт трети мандат, твърди, че победата е близо.
Лий Смит (Кирстен Дънст) е световноизвестна журналистка, която проследява и военните действия в страната. Лий заедно със своите колеги Джоел (Вагнер Маура) и Сами (Стивън Хендерсън) решава да предприеме дълго пътуване до Вашингтон, за да снима и интервюира президента. Към тях се присъединява и младата неопитна фотографка Джеси Кълън (Кейли Спейни). Групата попада в различни ситуации по пътя си, сред които престрелка между отделни фракции, заловени контрабандисти и военен лагер на западните сили. Преди да пристигнат във военния лагер, Сами загубва живота си, както и други двама журналисти, след като попадат на войници, които копаят масов гроб за загинали хора.
Групата пристига във Вашингтон по време на нападението на опозиционните сили срещу президента и Белия дом. По време на последвалата престрелка вътре в сградата умира и Лий, която е простреляна в опит да защити Джеси от куршумите. Президентът е екзекутиран от опозиционните сили.

## В ролите
- Кирстен Дънст – Лий Смит
- Вагнер Маура – Джоел
- Кейли Спейни – Джеси Кълън
- Стивън Хендерсън – Сами
- Ник Оферман – президент на САЩ
- Джеси Племънс – военен ултранационалист